# Ястребов, Игорь Юрьевич
И́горь Ю́рьевич Я́стребов (род. 30 января 1977) — российский легкоатлет, специалист по барьерному бегу и спринту. Выступал в 1996—2004 годах, чемпион России в эстафете 4 × 100 метров, многократный победитель и призёр первенств всероссийского значения, участник международных стартов в составе российской сборной.

## Биография
Игорь Ястребов родился 30 января 1977 года. Занимался лёгкой атлетикой в Москве.
Впервые заявил о себе на международном уровне в сезоне 1996 года, когда вошёл в состав российской сборной и выступил на юниорском мировом первенстве в Сиднее, где в зачёте бега на 110 метров с барьерами дошёл до сталии полуфиналов.
В 1998 году в 60-метровом барьерном беге выиграл серебряную и бронзовую медали на соревнованиях в Москве, дошёл до полуфинала на зимнем чемпионате России в Москве. В 110-метровом барьерном беге финишировал четвёртым на открытом первенстве Москвы, третьим на Мемориале Владимира Куца в Москве, занял четвёртое место на летнем чемпионате России в Москве. На чемпионате России с московской командой также одержал победу в программе эстафеты 4 × 100 метров.
Зимой 1999 года на соревнованиях в Москве установил свой личный рекорд в беге на 60 метров с барьерами — 7,73, кроме того, завоевал бронзовую награду на зимнем чемпионате России в Москве, финишировал четвёртым на Рождественском кубке, выступил на международном турнире «Русская зима». Летом в беге на 110 метров с барьерами выиграл серебряную медаль на открытом первенстве Москвы, стал восьмым на Мемориале братьев Знаменских и на Мемориале Владимира Куца в Москве, выиграл студенческое первенство России в Туле и молодёжное первенство России в Чебоксарах — в последнем случае установил личный рекорд 13,88. Представлял страну на молодёжном европейском первенстве в Гётеборге — на предварительном квалификационном этапе показал время 14,20, чего оказалось недостаточно для выхода в полуфинал.
В 2000 году в барьерном беге на 60 метров взял бронзу на Рождественском кубке, получил серебро на открытом первенстве Москвы, показал пятый результат на первенстве Вооружённых сил и на «Русской зиме», принимал участие в зимнем чемпионате России в Волгограде. В барьерном беге на 110 метров занял восьмое место на Кубке России в Туле, стал серебряным призёром на чемпионате Москвы, пришёл к финишу седьмым на летнем чемпионате России в Туле.
В 2001 году стартовал на «Русской зиме» и на зимнем чемпионате России в Москве, но в финал не вышел.
В 2004 году отметился выступлением на зимнем чемпионате России в Москве и на этом завершил спортивную карьеру.